# هوس‌ها، عطش شدید سه دختر سیری‌ناپذیر
هوس‌ها، عطش شدید سه دختر سیری‌ناپذیر (ایتالیایی: Desideri, voglie pazze di tre insaziabili ragazze) یک فیلم اِروتیک آلمانی به کارگردانی «یوزف زاخار» است که در سال ۱۹۶۹ منتشر شد.

## بازیگران
- ادویژ فنش
- زیگهارت روپ
- رالف وولتر
- آنجلیکا اُت
- پاول اِسِـر
- کریستین شوبرت
- ارنست استانکوفسکی
- هلن ویتا
- ایلزه پیترنل

م